# ذخیره‌گاه طبیعی قفقاز
ذخیره‌گاه طبیعی قفقاز (به لاتین: Caucasus Nature Reserve) یک ذخیره‌گاه طبیعی و منطقه حفاظت شده در روسیه است که در سرزمین کراسنودار واقع شده‌است.

## نگارخانه

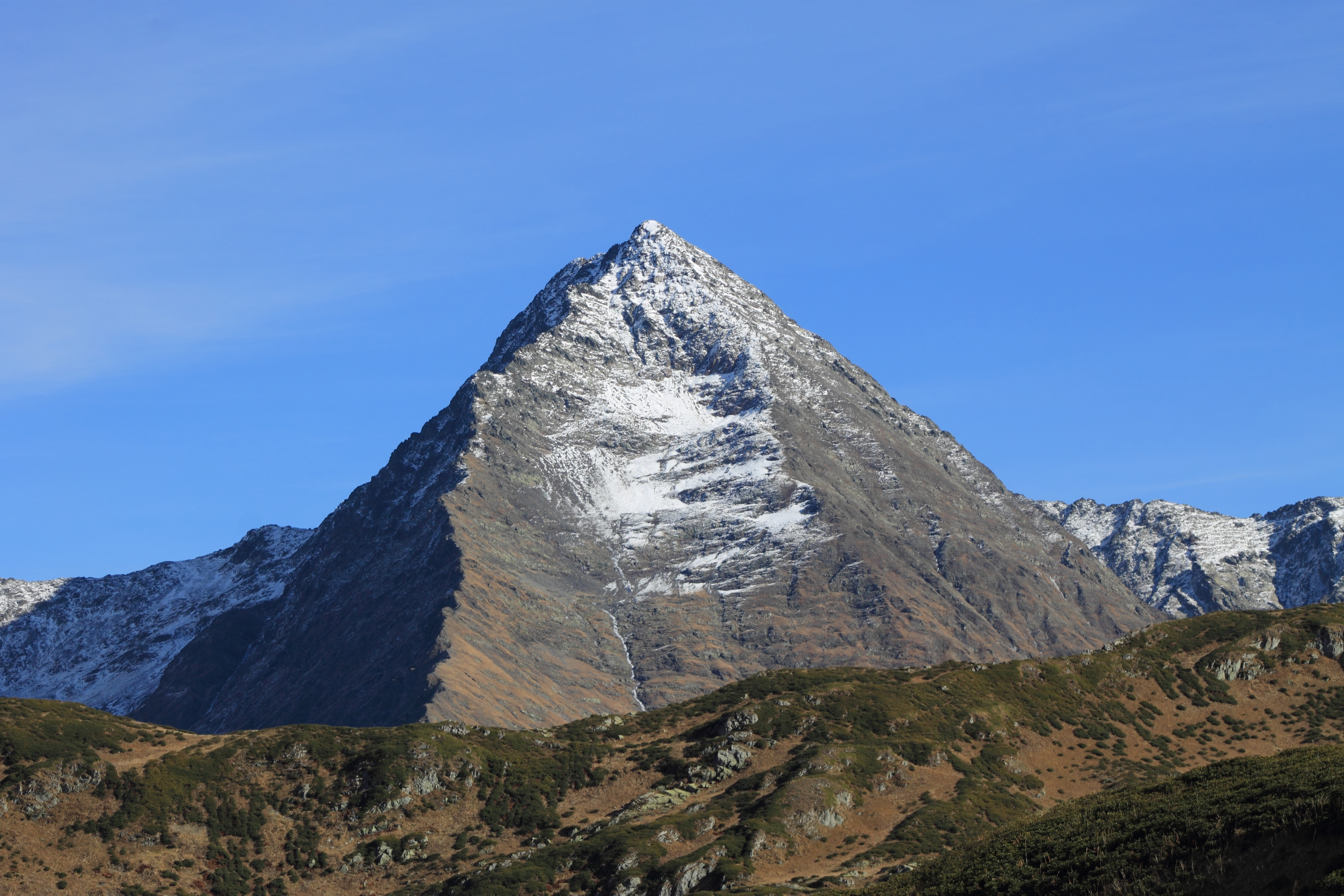
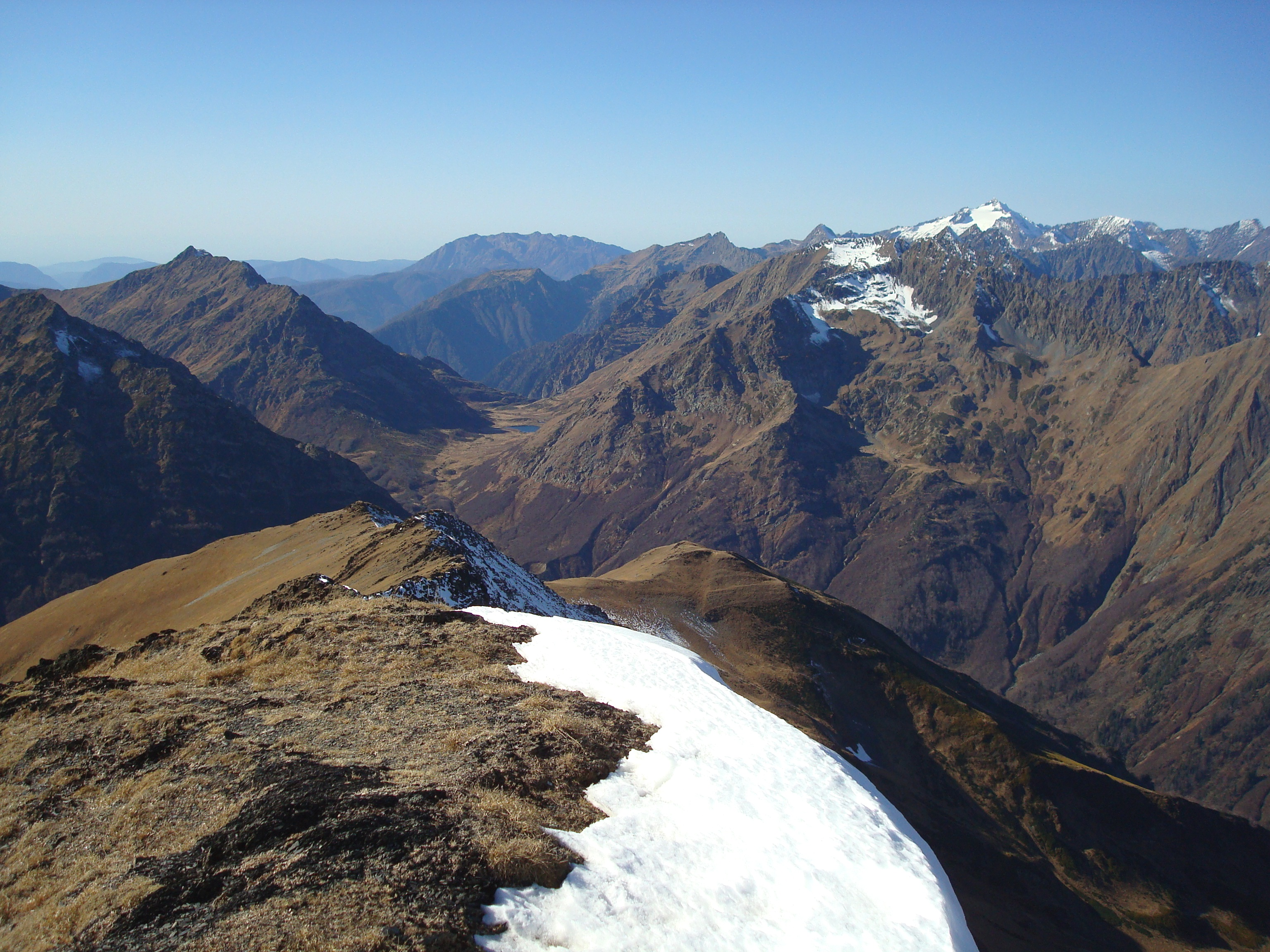
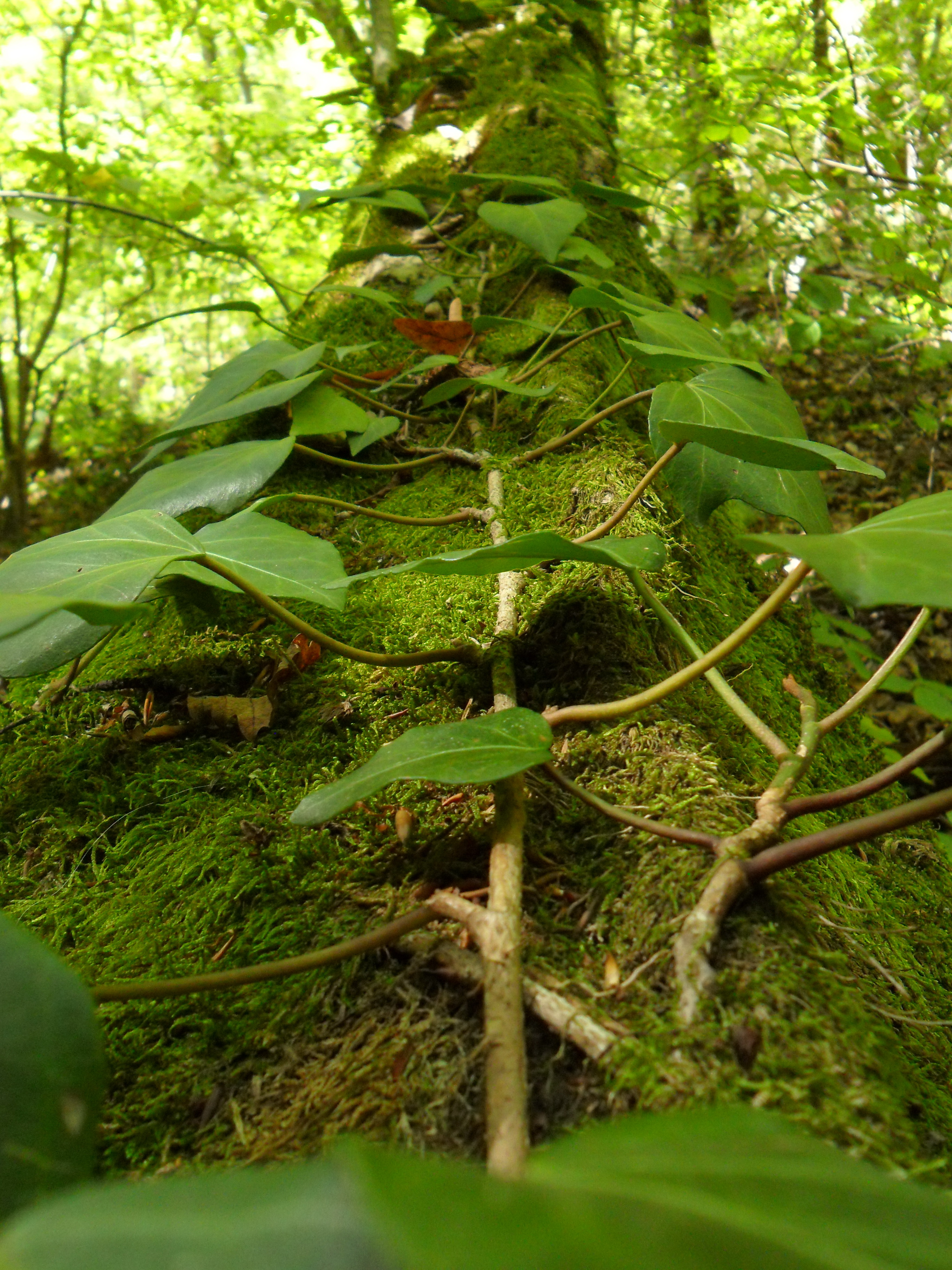
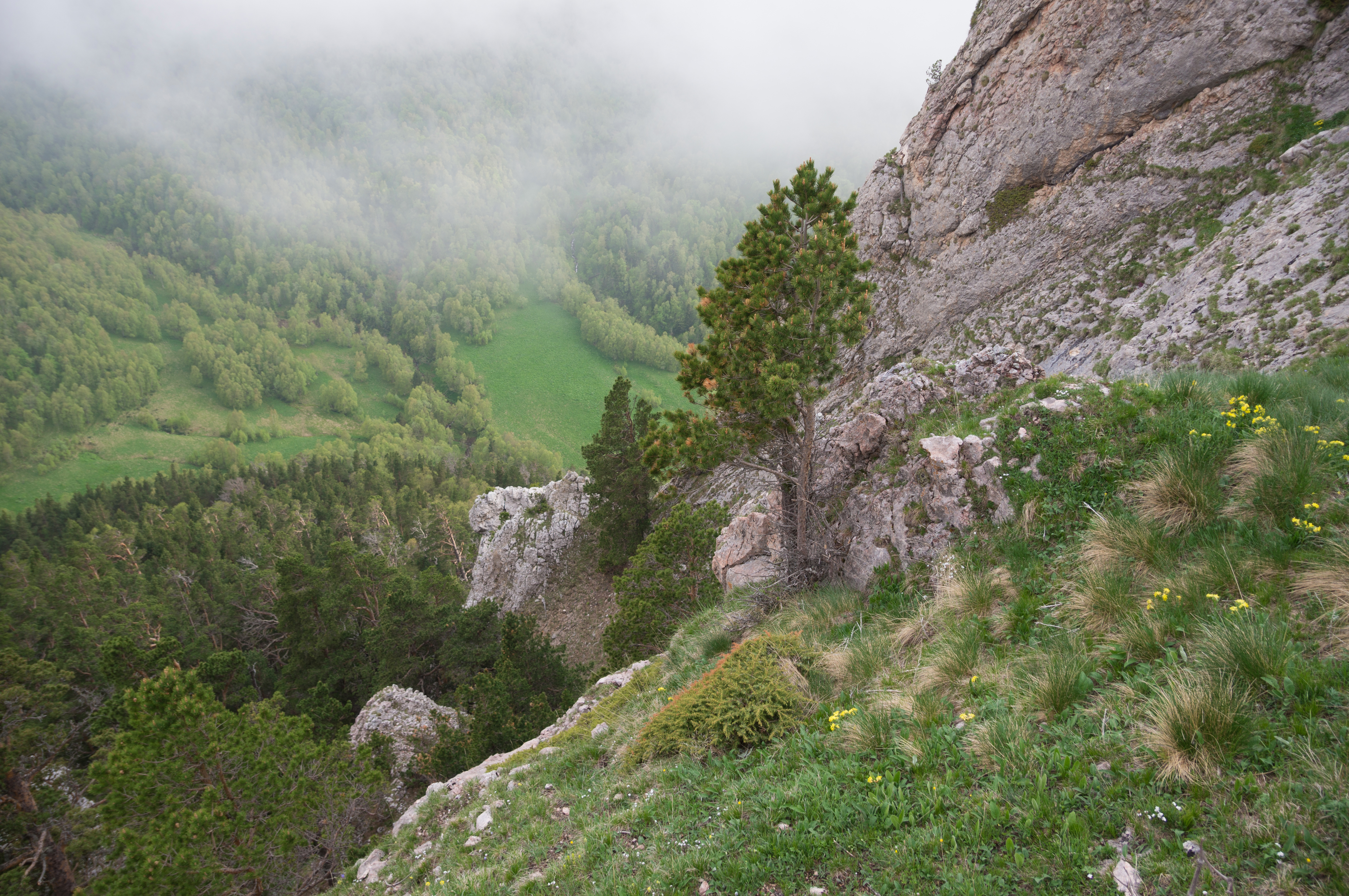
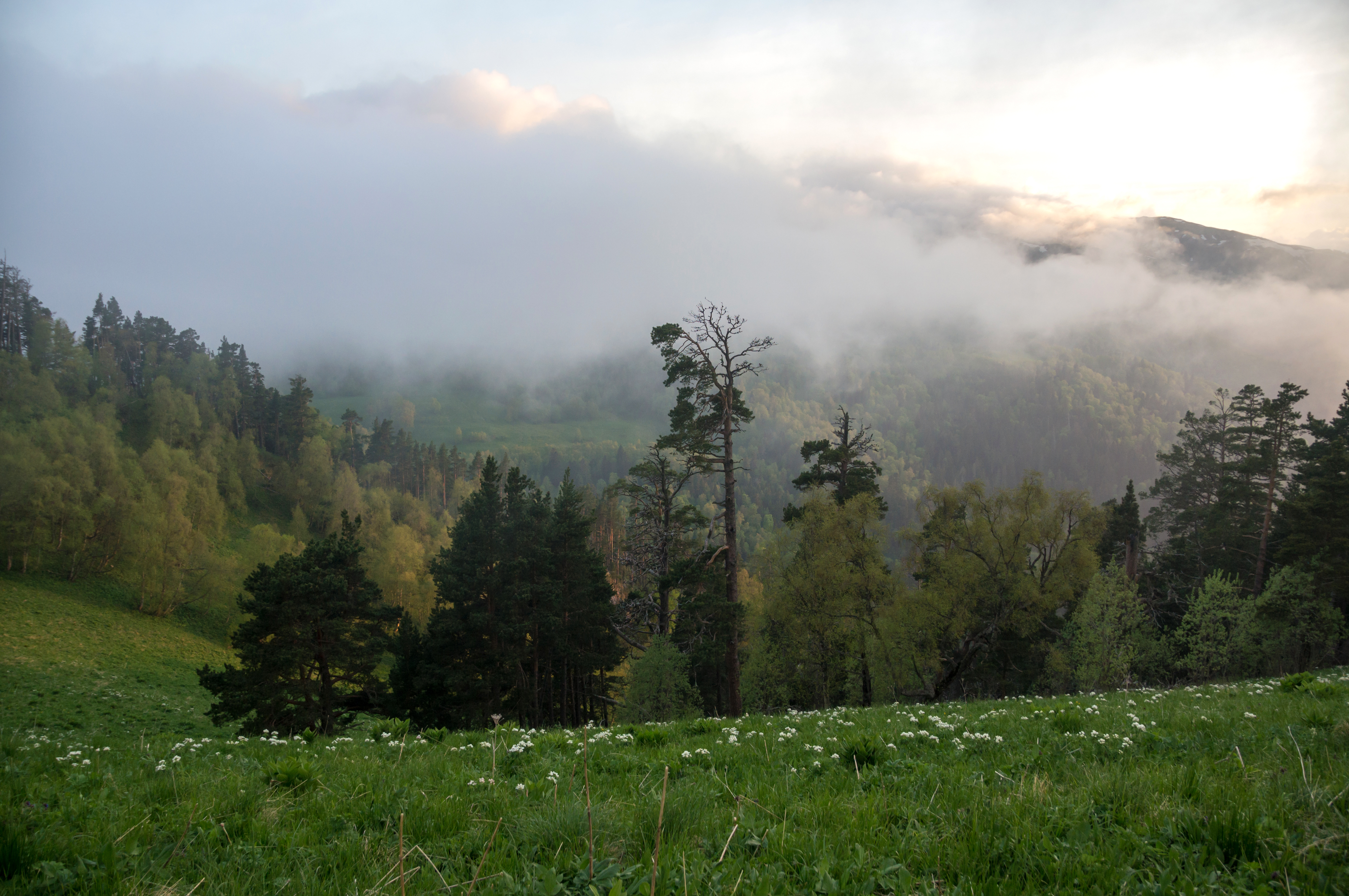
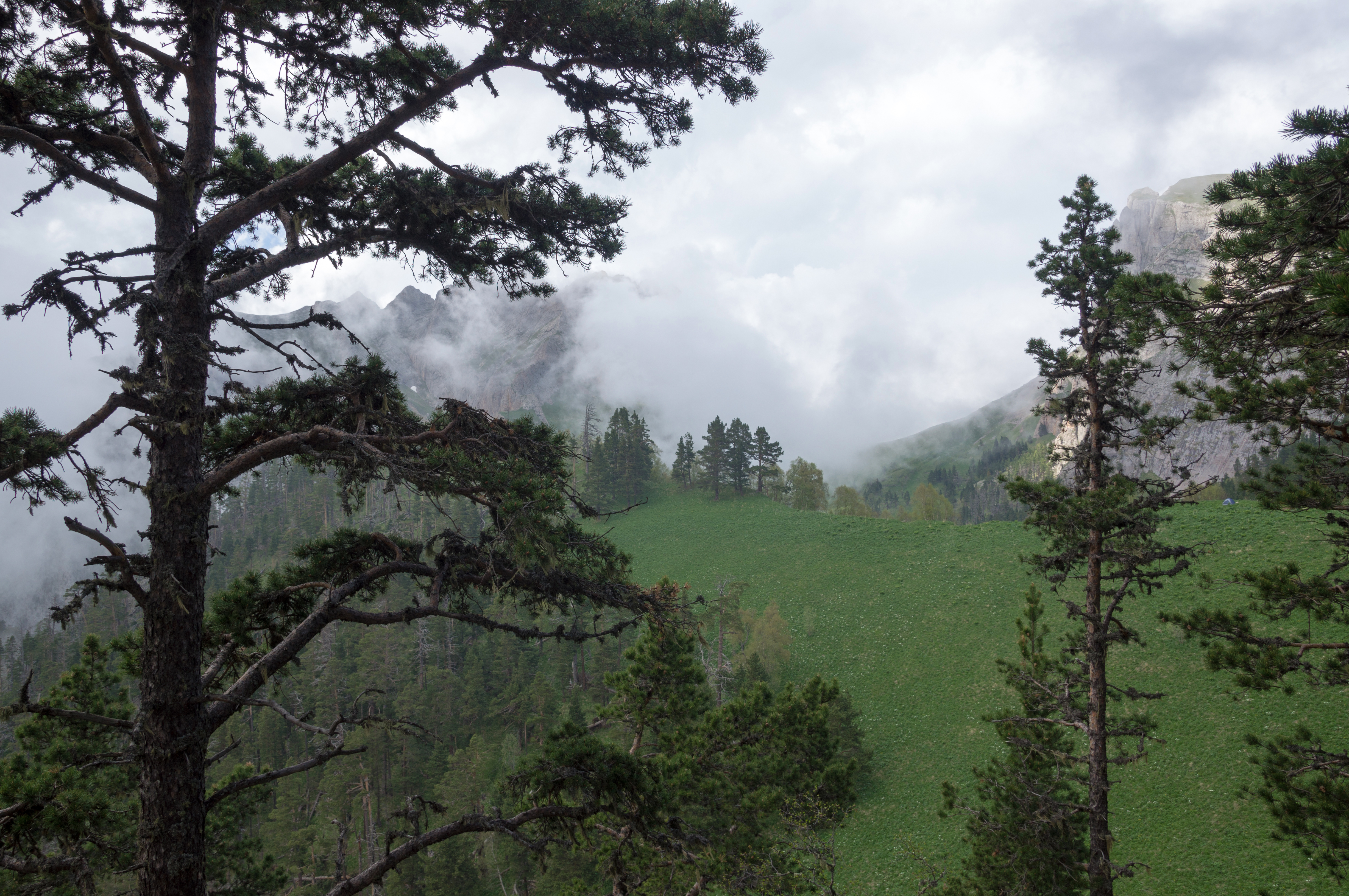